# 翰林峰
22°17′08″N 114°08′11″E / 22.2855°N 114.1365°E

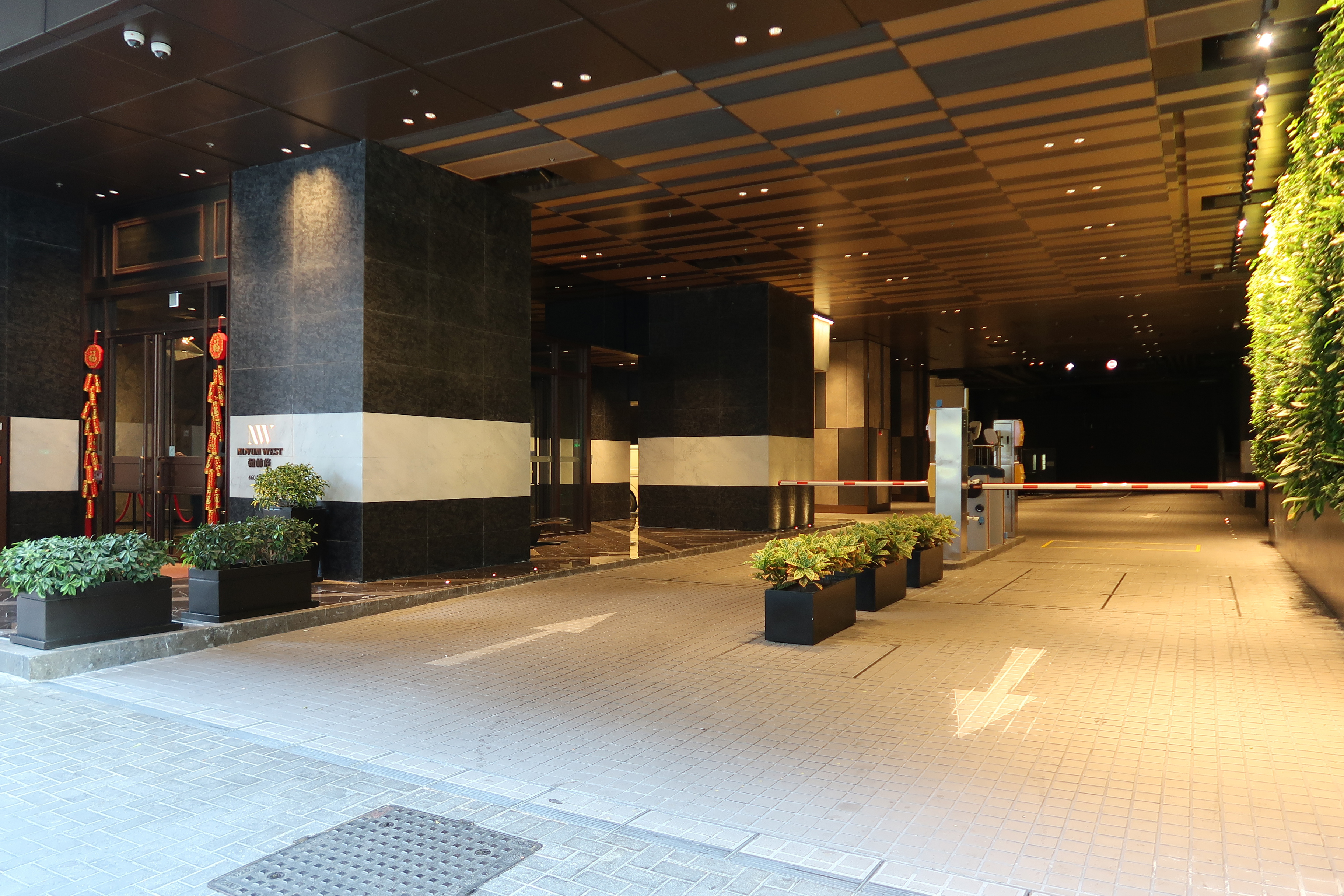
住宅和停車場入口

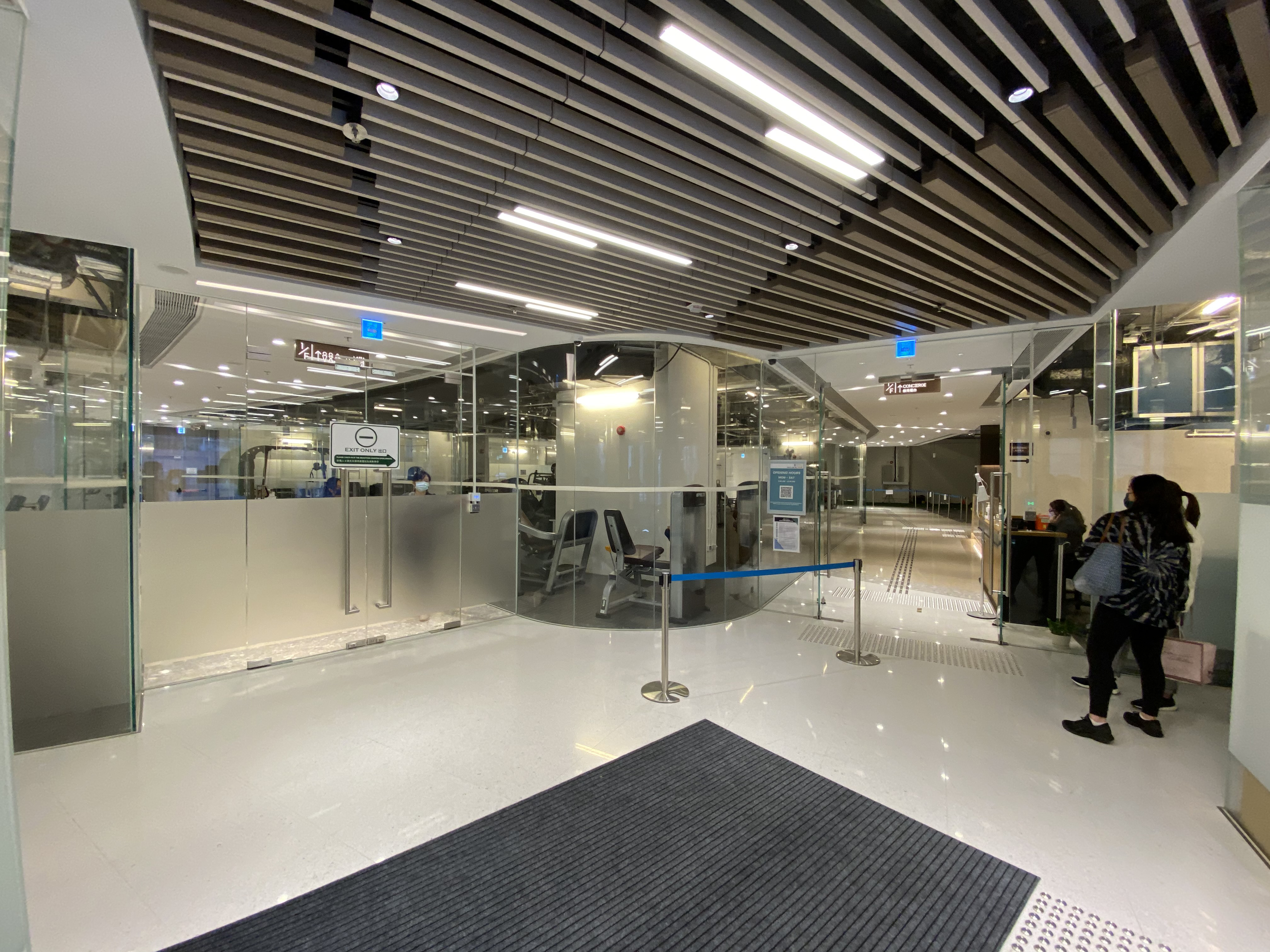
香港大學購入翰林峰商場後，1樓用作健身中心

翰林峰（英語：Novum West）是位於香港石塘咀皇后大道西的一幢住宅，共645伙，由恒基兆業地產發展，於2019年年底落成。

## 歷史
原址為共有8座的私人屋苑西環大樓。而西環大樓前身為西環中華煤氣公司4個煤氣鼓所在地點，曾負責全香港的煤氣供應，1934年5月14日上午发生了煤氣鼓泄漏爆炸事故，大火燒至山道加倫臺，造成42死46傷。後來西環大樓內有一個神位，用作供奉當年勇於救火而殉職的巴基斯坦籍看更，不過神位自西環大樓清拆後已經不見了。

## 簡介
住宅位於傳統名校網，鄰近港鐵香港大學站，樓盤共有645伙，主打迷你單位，標準戶型介乎開放式到2房，只提供少數3、4房特色戶。因為交通便利，所以價格較高。其中其中3座39樓A室頂層特色連天台戶成交價4,188萬港元，呎價達46,073元，創出項目新高。

## 設施
物業在3樓、39樓及天台設有面積約17,381平方呎會所。3樓「花園會所」設25米長室外泳池、按摩池、兒童池、日光曬台、24小時健身中心、派對廳、桌球枱、足球機、飛鏢、投影機設備。而39樓連天台的「空中會所」設戶外燒烤場及影院。

## 商場
商場樓高2層，原本設多個鋪位。2018年11月，香港大學以5.038億港元購入翰林峰商場2樓（B部分）作為教學及研究用途，相關樓面面積約2.1萬呎。2020年6月，香港大學以4.596億港元購入翰林峰商場1樓（A部分），樓面面積約1.95萬呎。目前1樓用作健身中心。

## 興建圖像

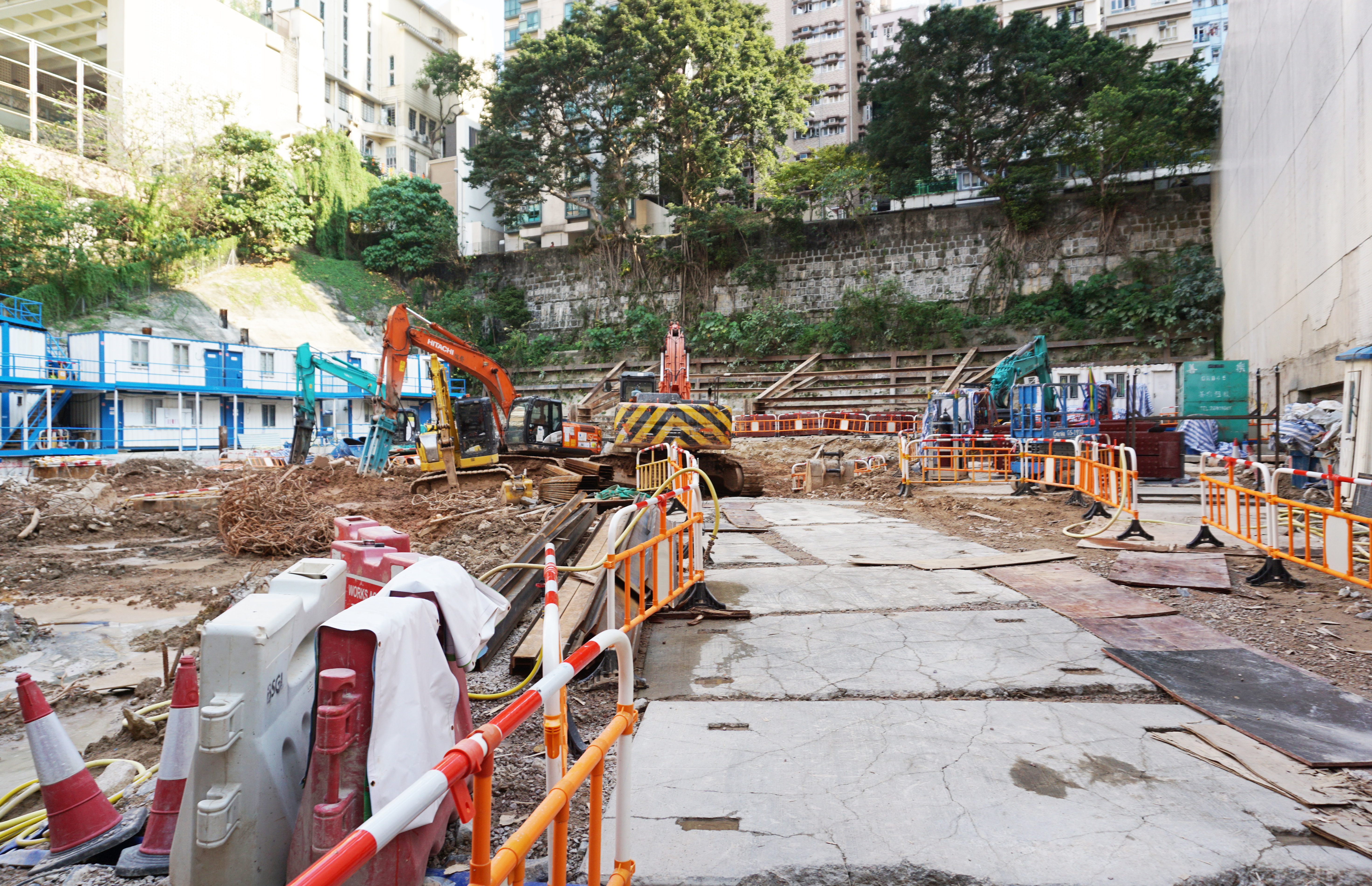
前期工程（2017年4月）
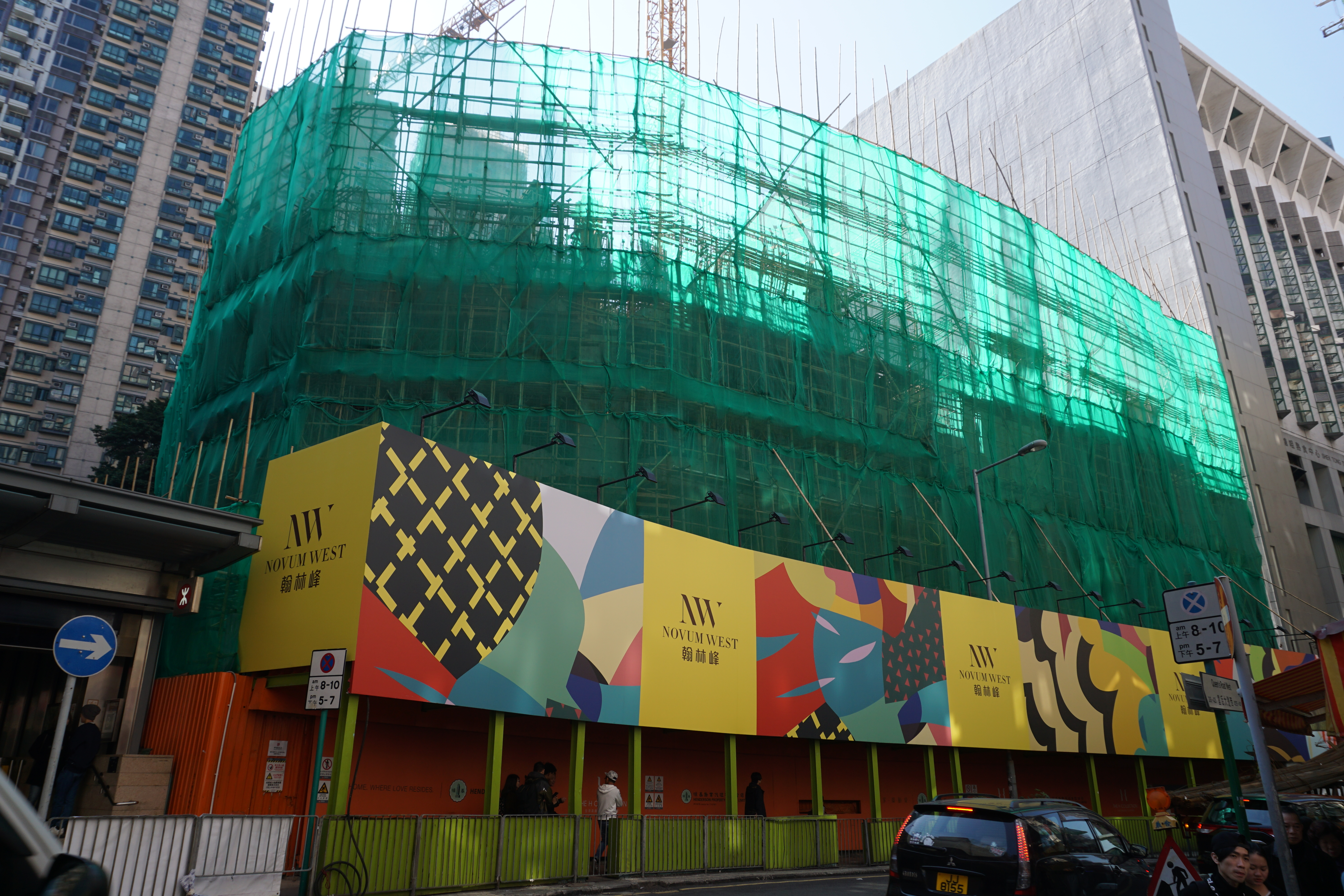
興建中（2018年1月）
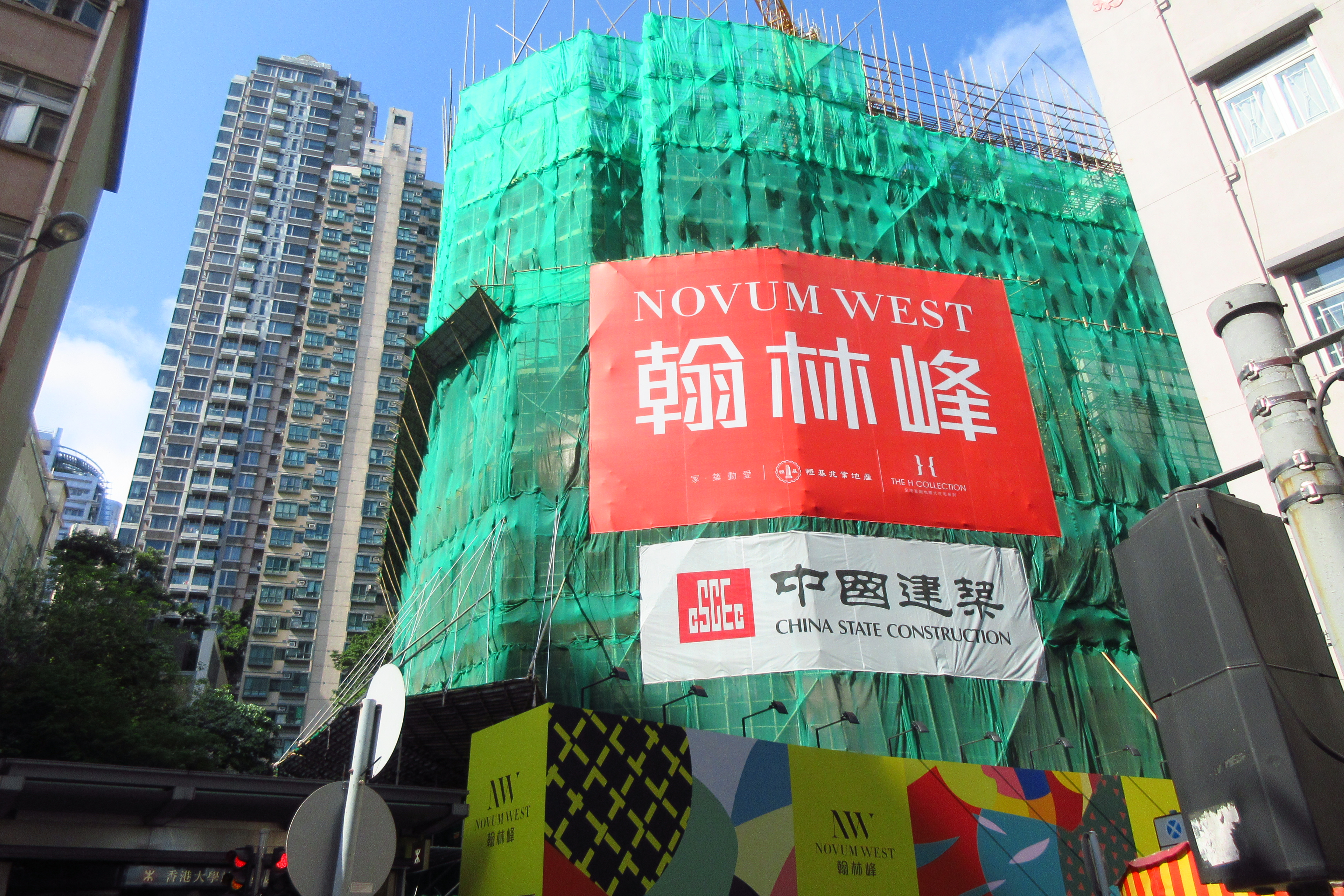
興建中（2018年5月）
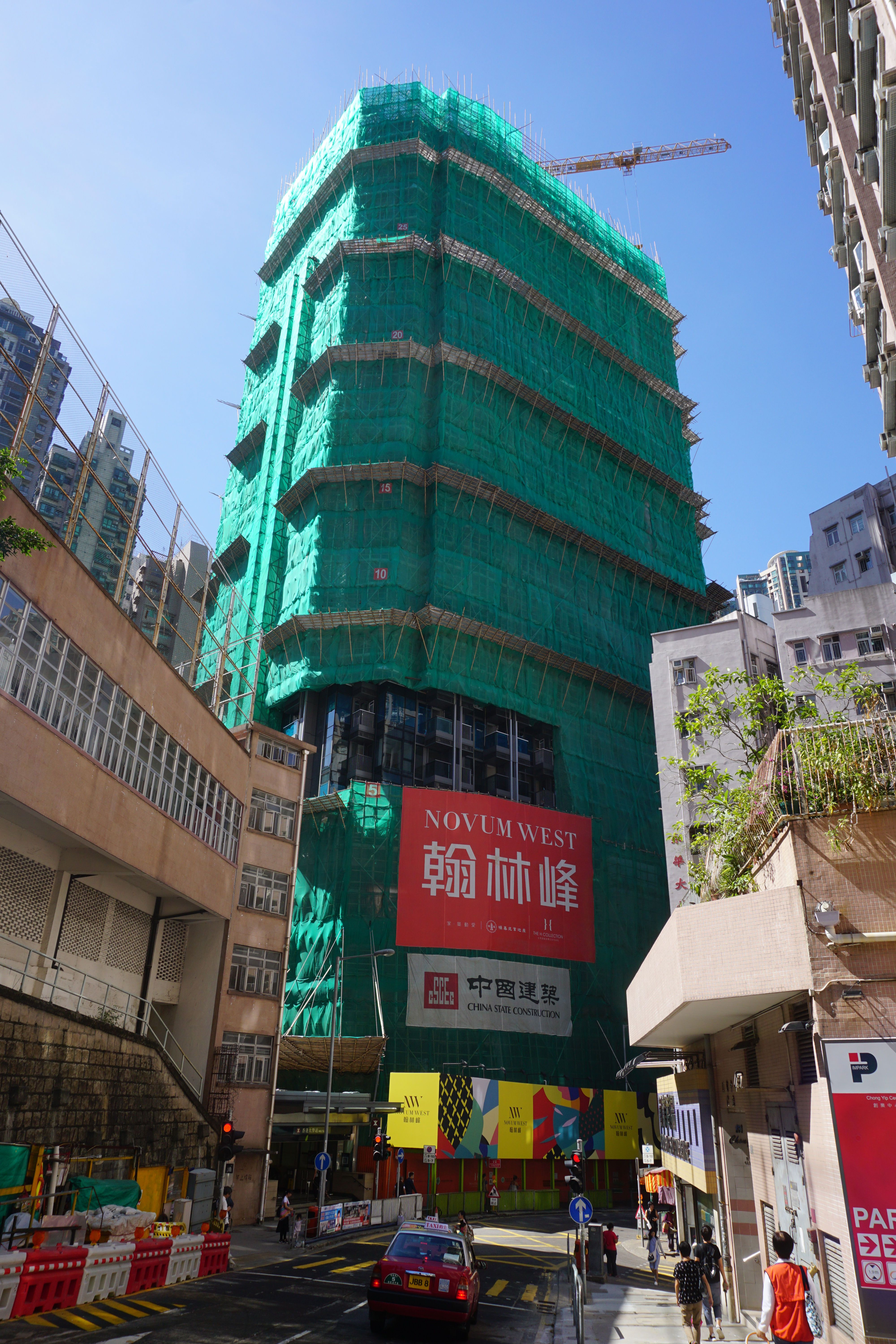
興建中（2018年10月）

## 附近住宅
- 寶翠園
- 南里壹號
- Eight South Lane

## 外部連結
- 翰林峰官方網頁 （页面存档备份，存于）